# Eliodoro Villazón Montaño
Eliodoro Villazón Montaño est un homme d'État bolivien né le 22 janvier 1848 à Sacaba et mort le 12 septembre 1939 à Cochabamba. Il est président de la Bolivie d'août 1909 à août 1913.